# Gianluigi Scalvini
Gianluigi Scalvini (Brescia, 14 de abril de 1971) es un expiloto de motociclismo italiano. Su mejor año fue la temporada 1999 donde ganó dos Grandes Premios y quedó en el sexto puesto de la general de Campeonato del Mundo en 125cc.

## Resultados por temporada
(Carreras en negrita indica pole position; carreras en cursiva indica vuelta rápida)
| Año  | Categoría | Moto    | 1       | 2      | 3       | 4       | 5       | 6      | 7       | 8       | 9       | 10      | 11      | 12      | 13      | 14     | 15      | 16      | Ptos. | Posición |
| ---- | --------- | ------- | ------- | ------ | ------- | ------- | ------- | ------ | ------- | ------- | ------- | ------- | ------- | ------- | ------- | ------ | ------- | ------- | ----- | -------- |
| 1990 | 125cc     | Honda   | JAP     | ESP    | NAC NQ  | ALE     | AUT     | YUG    | NED     | BEL     | FRA     | GBR     | SUE     | CHE     | HUN     | AUS    |         |         | 0     | -        |
| 1993 | 125cc     | Aprilia | AUS     | MAL    | JAP     | ESP     | AUT     | ALE    | NED     | EUR     | RSM     | GBR     | CZE     | ITA Ret | USA     | FIM    |         |         | 0     | -        |
| 1994 | 125cc     | Aprilia | AUS 12  | MAL    | JAP     | ESP     | AUT     | ALE    | NED 13  | ITA Ret | FRA Ret | GBR Ret | CZE 15  | USA 10  | ARG 4   | EUR 11 |         |         | 32    | 17.º     |
| 1995 | 125cc     | Aprilia | AUS 8   | MAL 11 | JAP Ret | ESP 11  | ALE 10  | ITA 12 | NED 10  | FRA Ret | GBR Ret | CZE 6   | RIO 2   | ARG Ret | EUR Ret |        |         |         | 61,5  | 13.º     |
| 1996 | 250cc     | Honda   | MAL Ret | IND 18 | JAP Ret | ESP 19  | ITA Ret | FRA 19 | NED Ret | ALE Ret | GBR Ret | AUT 16  | CZE Ret | IMO 11  | CAT 16  | RIO 11 | AUS Ret |         | 10    | 26.º     |
| 1997 | 125cc     | Honda   | MAL 16  | JPN 9  | ESP 21  | ITA 12  | AUT 9   | FRA 8  | NED 13  | IMO 11  | GER 12  | BRA Ret | GBR 11  | CZE 6   | CAT 8   | INA 7  | AUS 5   |         | 88    | 11.º     |
| 1998 | 125cc     | Honda   | JAP 6   | MAL 13 | ESP 8   | ITA 3   | FRA Ret | MAD 5  | NED Ret | GBR 9   | ALE Ret | CZE 5   | IMO 12  | CAT 10  | AUS 9   | ARG 10 |         |         | 89    | 8.º      |
| 1999 | 125cc     | Aprilia | MAL 3   | JAP 12 | ESP 4   | FRA 7   | ITA Ret | CAT 10 | NED 5   | GBR 6   | ALE 7   | CZE 4   | IMO 19  | VAL 1   | AUS 4   | RSA 1  | RIO Ret | ARG 7   | 163   | 6.º      |
| 2000 | 125cc     | Aprilia | RSA 7   | MAL 7  | JAP Ret | ESP Ret | FRA 11  | ITA 10 | CAT Ret | NED Ret | GBR 11  | ALE 8   | CZE Ret | POR Ret | VAL 7   | RIO 4  | PAC 17  | AUS Ret | 64    | 14.º     |
| 2001 | 125cc     | Italjet | JAP 12  | RSA 14 | ESP Ret | FRA NP  | ITA Ret | CAT 13 | NED Ret | GBR Ret | ALE 22  | CZE Ret | POR 18  | VAL 22  | PAC 9   | AUS 18 | MAL Ret | RIO 9   | 22    | 22.º     |
| 2002 | 125cc     | Aprilia | JAP     | RSA 3  | ESP     | FRA     | ITA     | CAT 17 | NED Ret | GBR     | ALE     | CZE     | POR     | RIO     | PAC     | MAL    | AUS     | VAL     | 0     | -        |

|
| Color     | Resultado                                                               |
| --------- | ----------------------------------------------------------------------- |
| Oro       | Ganador                                                                 |
| Plata     | 2.ª plaza                                                               |
| Bronce    | 3.ª plaza                                                               |
| Verde     | Finalizó en los puntos                                                  |
| Azul      | Finalizó sin puntos                                                     |
| Azul      | NC - No clasificado                                                     |
| Violeta   | Ret - No terminó (Carrera)                                              |
| Rojo      | DNQ - No se clasificó                                                   |
| Negro     | DSQ - Descalificado                                                     |
| Blanco    | DNS - No empezó (carrera)                                               |
| Blanco    | WD - Retirado (fin de semana)                                           |
| Blanco    | C - Carrera cancelada                                                   |
| Sin color | DNP - Inscrito pero no participó                                        |
| Sin color | INJ - Lesionado                                                         |
| Sin color | EX - Excluido                                                           |
| Estado    | Resultado                                                               |
| Negrita   | Pole position                                                           |
| Cursiva   | Vuelta rápida                                                           |
| †         | Abandona, pero clasifica al completar el porcentaje requerido para ello |